# SN 1978I
SN 1978I – supernowa odkryta w lipcu 1978 roku w galaktyce A214130-4311. W momencie odkrycia miała maksymalną jasność 21,40m.